# Vĩnh Lạc (phường)
Vĩnh Lạc là một phường thuộc thành phố Rạch Giá, tỉnh Kiên Giang, Việt Nam.

## Địa lý
Phường Vĩnh Lạc nằm ở trung tâm thành phố Rạch Giá, có vị trí địa lý:
- Phía đông giáp phường Vĩnh Hiệp
- Phía tây giáp Vịnh Thái Lan
- Phía nam giáp phường An Hòa
- Phía bắc giáp phường Vĩnh Thanh Vân.

Phường Vĩnh Lạc có diện tích 2,87 km², dân số năm 2023 là 26.361 người, mật độ dân số đạt 9.204 người/km².

## Hành chính
Phường Vĩnh Lạc được chia thành 5 khu phố: 1, 2, 3, 4, 5.

## Lịch sử
Sau năm 1975, phường Vĩnh Lạc thuộc thị xã Rạch Giá.
Ngày 27 tháng 9 năm 1983, Hội đồng Bộ trưởng ban hành Quyết định số 107-HĐBT về việc chia phường Vĩnh Lạc thành 3 phường: An Lạc, Vĩnh Bảo, Vĩnh Lạc.
Ngày 24 tháng 5 năm 1988, Hội đồng Bộ trưởng ban hành Quyết định số 92-HĐBT về việc thành lập phường Nguyễn Trung Trực trên cơ sở phường An Lạc và 2 xã: Vĩnh Quang, Vĩnh Trung.
Ngày 31 tháng 5 năm 1991, Ban Tổ chức Chính phủ ban hành Quyết định số 288-TCCP về việc sáp nhập phường Vĩnh Bảo vào phường Vĩnh Lạc.
Ngày 11 tháng 2 năm 2003, Chính phủ ban hành Nghị định số 10/2003/NĐ-CP về việc thành lập phường Vĩnh Bảo trên cơ sở 77,38 ha diện tích tự nhiên và 17.789 nhân khẩu của phường Vĩnh Lạc.
Sau khi thành lập phường Vĩnh Bảo, phường Vĩnh Lạc còn lại 174,62 ha diện tích tự nhiên và 16.002 nhân khẩu.
Ngày 26 tháng 7 năm 2005, Chính phủ ban hành Nghị định số 97/2005/NĐ-CP về việc thành lập thành phố Rạch Giá thuộc tỉnh Kiên Giang. Phường Vĩnh Lạc trực thuộc thành phố Rạch Giá.